# Fernand Duchaussoy

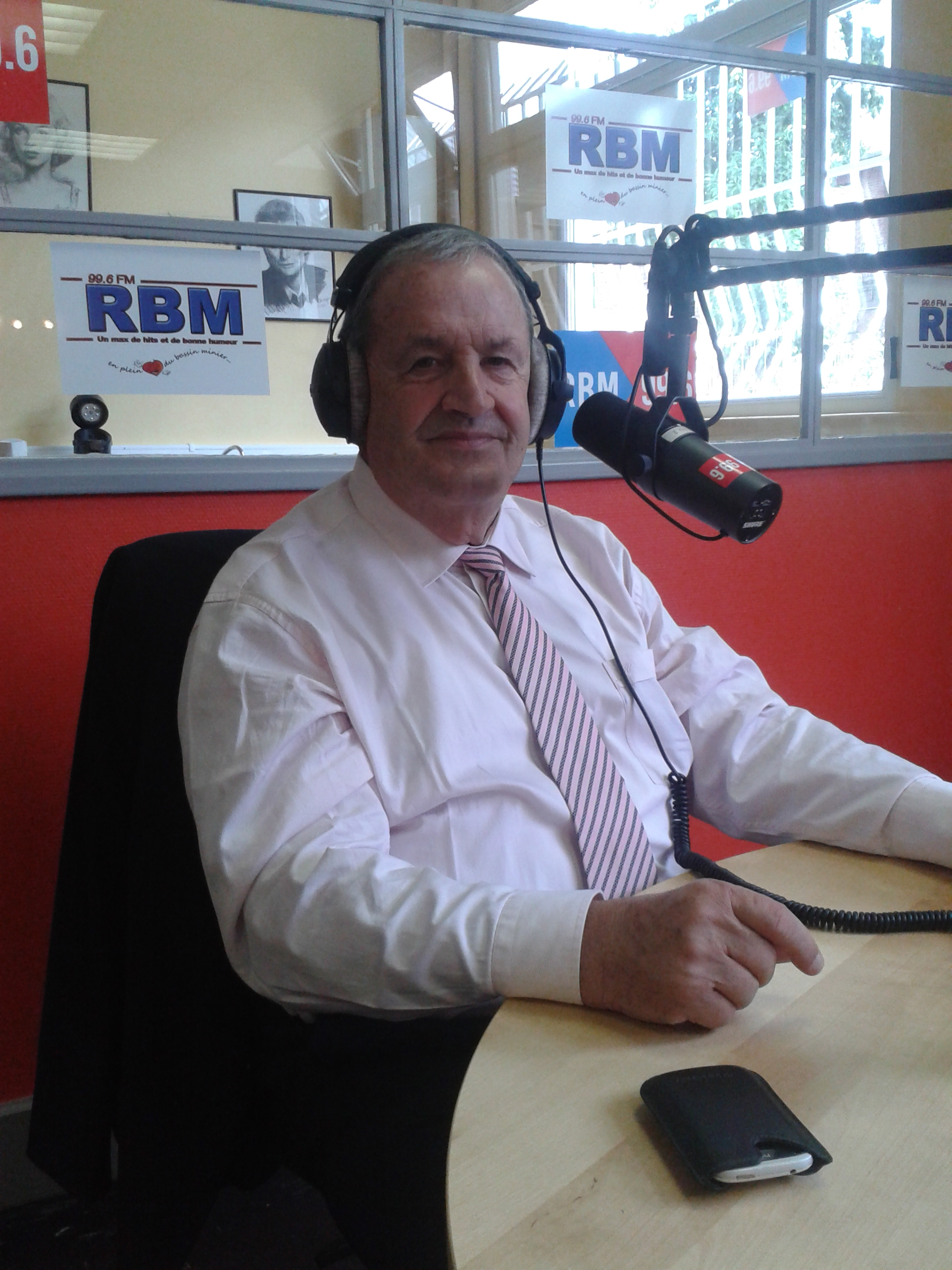
Fernand Duchaussoy im September 2013

Fernand Duchaussoy (* 30. Dezember 1942 in Pessac, Département Gironde) ist ein französischer Sportfunktionär; nach dem Personalrevirement infolge der „südafrikanischen Turbulenzen“ um die Männer-Nationalelf Frankreichs im Sommer 2010 amtierte er für knapp ein Jahr als Präsident des französischen Fußballverbandes FFF.
Duchaussoy hat als Lehrer für Physik und Chemie an einem Lyzeum in seinem nordfranzösischen Wohnort Berck gearbeitet und sich parallel dazu in der Verbandshierarchie hochgedient:
Von 1981 bis 1988 als Vorsitzender des Amateurvereins Association Sportive du Rang de Flier, von 1988 bis 1997 in verschiedenen Funktionen beim Verbandsdistrikt der Côte d’Opale – seit 1992 als Distriktsvorsitzender – und ab 1992 zunächst als Vize-, ab 1997 bis 2005 als Präsident der Ligue Nord-Pas-de-Calais de Football.
2005 wurde er, der 2001 auch schon Stellvertreter auf dieser Ebene geworden war, zum Präsidenten des Amateurbereichs innerhalb der FFF gewählt. Am 23. Juli 2010 übernahm er interimistisch das Verbandspräsidentenamt von dem zu diesem Tag endgültig zurückgetretenen Jean-Pierre Escalettes. Bei der ordentlichen Neuwahl im Juni 2011 unterlag er dem bisherigen Vizepräsidenten Noël Le Graët bereits im ersten Wahlgang.
Zudem ist Duchaussoy seit Juni 2009 einer der Vizepräsidenten des Französischen Olympischen Komitees (CNOSF).